# 마라 클라라
《마라 클라라》(스페인어: Mara Clara)는 1992년부터 1997년까지 방영된 필리핀의 드라마이다.

## 같이 보기
- 마라 클라라 (2010년 드라마)